# قندرون عشبي
قندرون عشبي (الاسم العلمي:Chondrilla graminea) هو نوع من النباتات يتبع جنس القندرون من الفصيلة النجمية.